# Carl Ehrenberg
Pour les articles homonymes, voir Ehrenberg.
Carl Ehrenberg, né à Dresde le 5 ou 6 avril 1878 et mort à Munich le 26 février 1962, est un chef d'orchestre et compositeur allemand.

## Biographie
Carl Ehrenberg suit une formation musicale au Conservatoire de Dresde de 1894 à 1898.
En 1898, il accède au poste de chef d'orchestre du théâtre de Dortmund, puis de Wurtzbourg (1899), Posen (1905), Augsbourg (1907) et Metz (1908). Il dirige également l'Orchestre de chambre de Munich de 1900 jusqu'en 1904. Il accède enfin en 1909 au poste de directeur de l'Orchestre symphonique de Lausanne avant de rentrer définitivement en Allemagne en 1922 pour diriger l'Opéra de Berlin.
Dès 1925, il enseigne à la Haute école de musique de Cologne durant dix ans, avant d'accepter un poste de professeur à la Haute école de musique de Munich. Compositeur, on lui doit un cycle de mélodies en français : Hymnes pour toi, sur 4 poèmes de Marguerite Burnat-Provins, publié en 1912 à Leipzig.

## Sources
- « Carl Ehrenberg », sur la base de données des personnalités vaudoises sur la plateforme « Patrinum » de la Bibliothèque cantonale et universitaire de Lausanne.
- Edgard Refardt, Historisch Biographisches Musiklexikon der Schweiz, Leipzig, Zurich, Gebrüder Hug & Co, 1928, p. 70
- photographie Foetisch frères, éditeurs, Lausanne Patrie suisse, (A. B.) 1911, no 454, p. 45